# 布爾杜爾湖擬鱥
布爾杜爾湖擬鱥（學名：Pseudophoxinus burduricus），為輻鰭魚綱鯉形目雅羅魚科的其中一個種，被IUCN列為瀕危保育類動物，分布亞洲土耳其安納托利亞布爾杜爾湖和薩爾達湖及其周邊溪流流域，本魚體粗壯，頭短，其長度等於或略大於背鰭起點處的身體深度，嘴巴稍近端位，吻部圓鈍，其長度大於眼睛直徑，從眼睛到尾鰭基部有微弱且瀰漫的表皮黑色條紋，第一鰓弓上有7-8個鰓耙，咽齒5-4或5-5，略呈鋸齒狀，背鰭軟條10枚、臀鰭軟條9-10枚，體長可達8.7公分，棲息在湖泊底中層水域，生活習性不明。

## 扩展阅读
維基物種上的相關：布爾杜爾湖擬鱥